# Lignereuil
Lignereuil ist eine französische Gemeinde mit 140 Einwohnern (Stand 1. Januar 2022) im Département Pas-de-Calais in der Region Hauts-de-France. Sie gehört zum Arrondissement Arras, zum Kanton Avesnes-le-Comte und zum Gemeindeverband Campagnes de l’Artois.

## Lage
Die Gemeinde Lignereuil liegt im Süden des Artois, 22 Kilometer westlich von Arras. Nachbargemeinden von Lignereuil sind Ambrines im Norden, Givenchy-le-Noble im Nordosten, Manin im Osten, Beaufort-Blavincourt im Süden sowie Denier im Westen.

## Bevölkerungsentwicklung
| Jahr                       | 1962 | 1968 | 1975 | 1982 | 1990 | 1999 | 2006 | 2014 | 2022 |
| -------------------------- | ---- | ---- | ---- | ---- | ---- | ---- | ---- | ---- | ---- |
| Einwohner                  | 144  | 160  | 135  | 144  | 149  | 133  | 124  | 142  | 140  |
| Quellen: Cassini und INSEE |      |      |      |      |      |      |      |      |      |

## Sehenswürdigkeiten
- Kirche Saint-Martin
- Schloss
- alte Lindenallee nach Givenchy-le-Noble

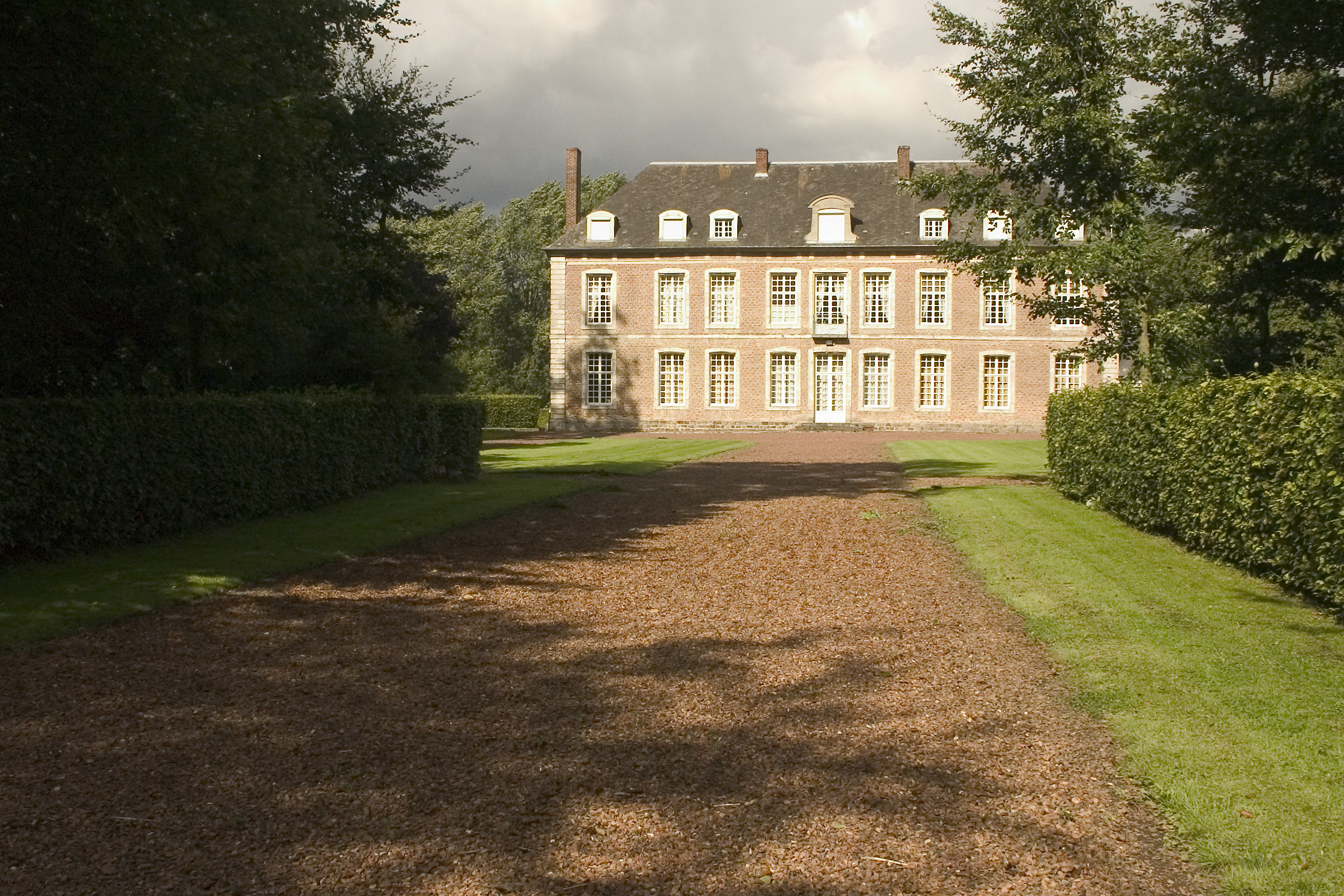
Schloss